# W. Averell Harriman

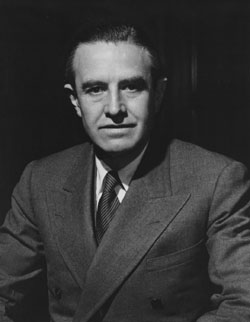
W. Averell Harriman Mitte der 1940er-Jahre

William Averell Harriman  (* 15. November 1891 in New York City; † 26. Juli 1986 in Yorktown Heights, Westchester County, NY) war ein US-amerikanischer Politiker der Demokratischen Partei, Geschäftsmann und Diplomat. 
Er war während des Zweiten Weltkriegs US-Botschafter in der Sowjetunion. Unter Präsident Harry S. Truman diente er als Handelsminister, Koordinator des Marshallplans und Direktor der Mutual Security Agency (1951–53). Von 1955 bis 1958 war Harriman Gouverneur des Staats New York. Während der Präsidentschaft von John F. Kennedy leitete er die Abteilung für Ostasien und Pazifik im Außenministerium, anschließend war er 1963–65 Under Secretary of State for Political Affairs. Averell Harriman wird zu den sechs „Weisen“ gezählt, die nach dem Zweiten Weltkrieg bis in die 1960er-Jahre großen Einfluss auf die US-Außenpolitik hatten.

## Biografie

### Familie, Ausbildung
Harriman war der Sohn des Eisenbahnmoguls E. H. Harriman und von Mary Williamson Averell; sein Bruder war E. Roland Harriman. Averell war in erster Ehe seit 1915 mit Kathleen Lanier Lawrence (1893–1936) verheiratet, mit der er die Töchter Mary Averell Harriman (1917–1996) und Kathleen Lanier Harriman (1917–2011) hatte. Die Ehe wurde 1929 geschieden. 1930 heiratete er Marie Norton Whitney (1903–1970), die ihren Ehemann Cornelius Vanderbilt Whitney verlassen hatte, um Harriman zu ehelichen. Seine dritte und letzte Hochzeit war im September 1971 mit Pamela Beryl Digby (1920–1997), der früheren Ehefrau von Winston Churchills Sohn Randolph und des Broadway-Produzenten Leland Hayward.
Er war ein erfolgreicher Student der Yale University, Mitglied der Studentenverbindung Psi Upsilon und wurde dort auch zusammen mit Prescott Bush in die Skull & Bones-Gesellschaft berufen.

### Unternehmerische Laufbahn

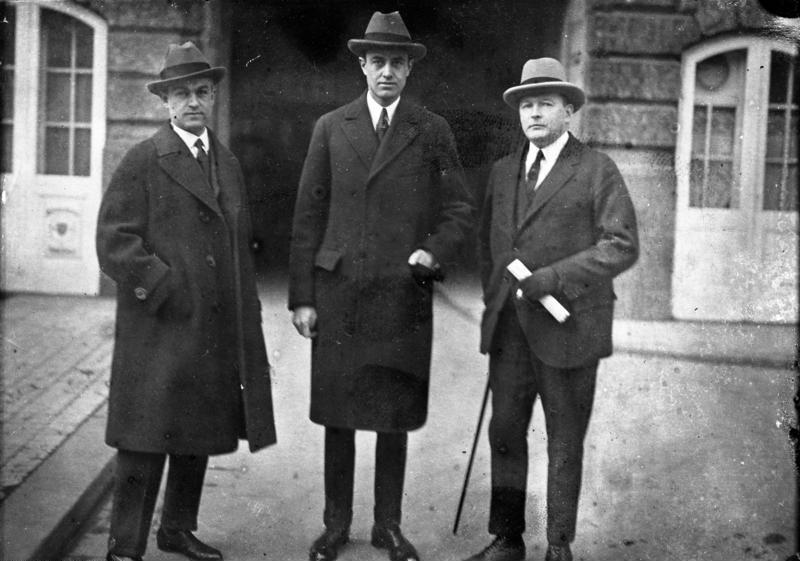
Harriman (Mitte) im Jahr 1925 in Berlin

Das Vermögen seines Vaters half ihm dabei, die Investmentbank W.A. Harriman & Co im Jahre 1922 zu gründen. Als sein Bruder E. Roland Harriman 1927 dem Unternehmen beitrat, wurde der Name in Harriman Brothers & Company geändert. 1931 fusionierten sie mit der Investmentbank Brown Bros. & Co., um die erfolgreiche als Partnerschaft organisierte Bank Brown Brothers Harriman & Co. zu gründen. Im Auftrag von Fritz Thyssen gründete er die Union Banking Corporation. Diese Bank wurde 1943 geschlossen, da sie auch zur Finanzierung von Aktivitäten im verfeindeten Deutschen Reich genutzt wurde. Partner und Mitarbeiter von Harriman bei seinen Aktivitäten waren George Herbert Walker und Prescott Bush.
Harriman begann nach dem Ende des Ersten Weltkrieges mit Investitionen im Schiffsverkehr. Er besaß bald größere Unternehmensanteile an der Merchant Shipping Corporation, der Pacific Mail Steamship Company (über die Union Pacific), American Shipping and Commerce (HAPAG), American Hawaiian Steamship, United American Lines.
Im Bahnbereich nutzte er das im Familienbesitz befindliche Aktienpaket an der Union Pacific Railroad, um als Chairman of the board ab 1932 auch die Geschäftspolitik aktiv mitzugestalten.
Weitere Investments bestanden unter anderem bei Polaroid, Southern Pacific Railroad, Illinois Central Railroad, Wells Fargo und Guarantee Trust.
Chronologische Übersicht

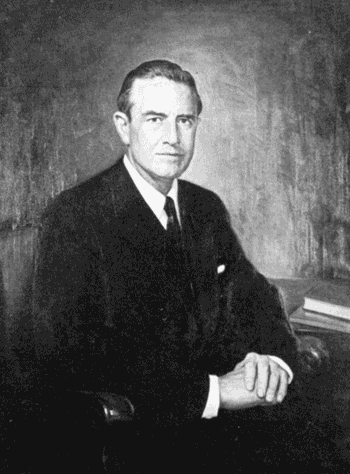
W. Averell Harriman

- Vizepräsident, Union Pacific Railroad Co., 1915–1917
- Direktor, Illinois Central Railroad Co., 1915–1946
- Mitglied der Palisades Interstate Park Commission, 1915–1954
- Vorsitzender, Merchant Shipbuilding Corp., 1917–1925
- Vorsitzender, W. A. Harriman & Company, 1920–1931
- Partner, Soviet Georgian Manganese Concessions, 1925–1928
- Chairman Executive Committee of the Board of Directors, Illinois Central Railroad, 1931–1942
- Senior-Partner, Brown Brothers Harriman & Co., 1931–1946
- Vorsitzender (chairman of the board), Union Pacific Railroad, 1932–1946
- Mitbegründer der Wochenzeitung Today mit Vincent Astor (Astor (Familie)), 1935–1937 (fusioniert mit Newsweek 1937)
- Gründer, Sun Valley Ski Resort, Idaho, 1935–1936

### Erste Regierungstätigkeiten
In der von Präsident Franklin D. Roosevelt als Teil des New Deal ins Leben gerufenen Behörde National Recovery Administration wirkte Harriman 1934–1935 als Administrator und Special Assistant. Von 1937 bis 1939 war er Vorsitzender des Business Advisory Council, der das US-Handelsministerium beriet. Im Office of Production Management, einer im Januar 1941 geschaffenen Regierungsbehörde zur Zentralisierung der Beschaffungsprogramme des Bundes im Vorfeld des Kriegseintritts der USA war Harriman Chef des Bereichs Materialien in der Fertigungsabteilung.

### Botschafter in London und Moskau

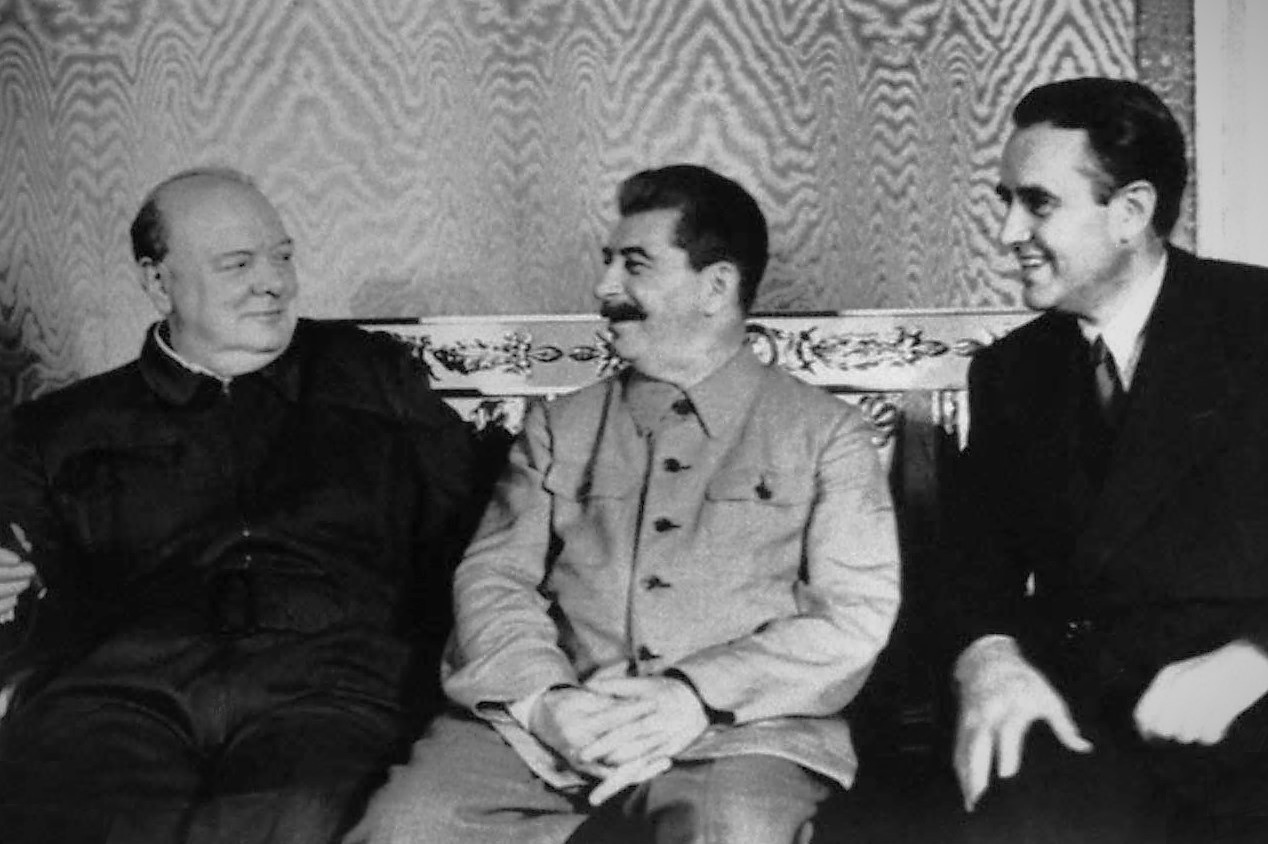
Harriman (rechts) mit Churchill und Stalin auf der Moskauer Konferenz, August 1942

Harriman arbeitete unter US-Präsident Franklin D. Roosevelt als Sondergesandter in Europa und nahm an der Arcadia-Konferenz zwischen Winston Churchill und dem Präsidenten in Placentia Bay im August 1941 teil. Das Ergebnis dieses fünf Tage währenden Treffens wurde bekannt als die Atlantik-Charta, eine gemeinsame Erklärung der Prinzipien der USA und Großbritannien. Roosevelt beauftragte ihn mit der Vorbereitung des Leih- und Pachtgesetzes, das die Lieferung von Militär- und Versorgungsgütern an Großbritannien und die Sowjetunion vorsah.
Er war als Nachfolger von Admiral William H. Standley von 1943 bis 1946 US-Botschafter in Moskau. 1944 unterstützte er in einem Schreiben an das State Department in Washington die sowjetische Version des Massakers von Katyn, nach der die Massenexekutionen von der Wehrmacht begangen worden seien. Er hatte im Januar 1944 seine Tochter Kathleen mit einer Journalistendelegation zu einer Pressekonferenz der Burdenko-Kommission, der sowjetischen Untersuchungskommission unter Nikolai Burdenko, nach Katyn geschickt. Der Katyn-Bericht von Kathleen Harriman kam in den Behördenumlauf. 1952 mussten sich beide von der Madden-Kommission, dem Untersuchungsausschuss des US-Kongresses unter Leitung des demokratischen Abgeordneten Ray J. Madden, der den Umgang der US-Behörden mit Informationen über den Massenmord aufklären sollte, vorhalten lassen, naiv auf die sowjetische Propaganda hereingefallen zu sein.
Wie Roosevelt war Harriman ursprünglich von Stalin fasziniert. Nach Angaben des späteren KGB-Generals Pawel Sudoplatow hat Harriman, dessen Familie Anteile an Chemiefabriken, Eisenhütten sowie Kohl- und Zinkgruben in Polen besaß, dem Kreml die Gründung amerikanisch-sowjetischer Gemeinschaftsunternehmen vorgeschlagen. Harriman sei von sowjetischer Seite unterstellt worden, dass er aus Sorge, diese Besitztümer zu verlieren, sich auf der Konferenz von Jalta für große Zugeständnisse gegenüber Moskau ausgesprochen habe. Zu seinem Abschied aus Moskau im Januar 1946 schenkte Stalin ihm und seiner Tochter Kathleen zwei Turnierpferde.

### Politische Karriere

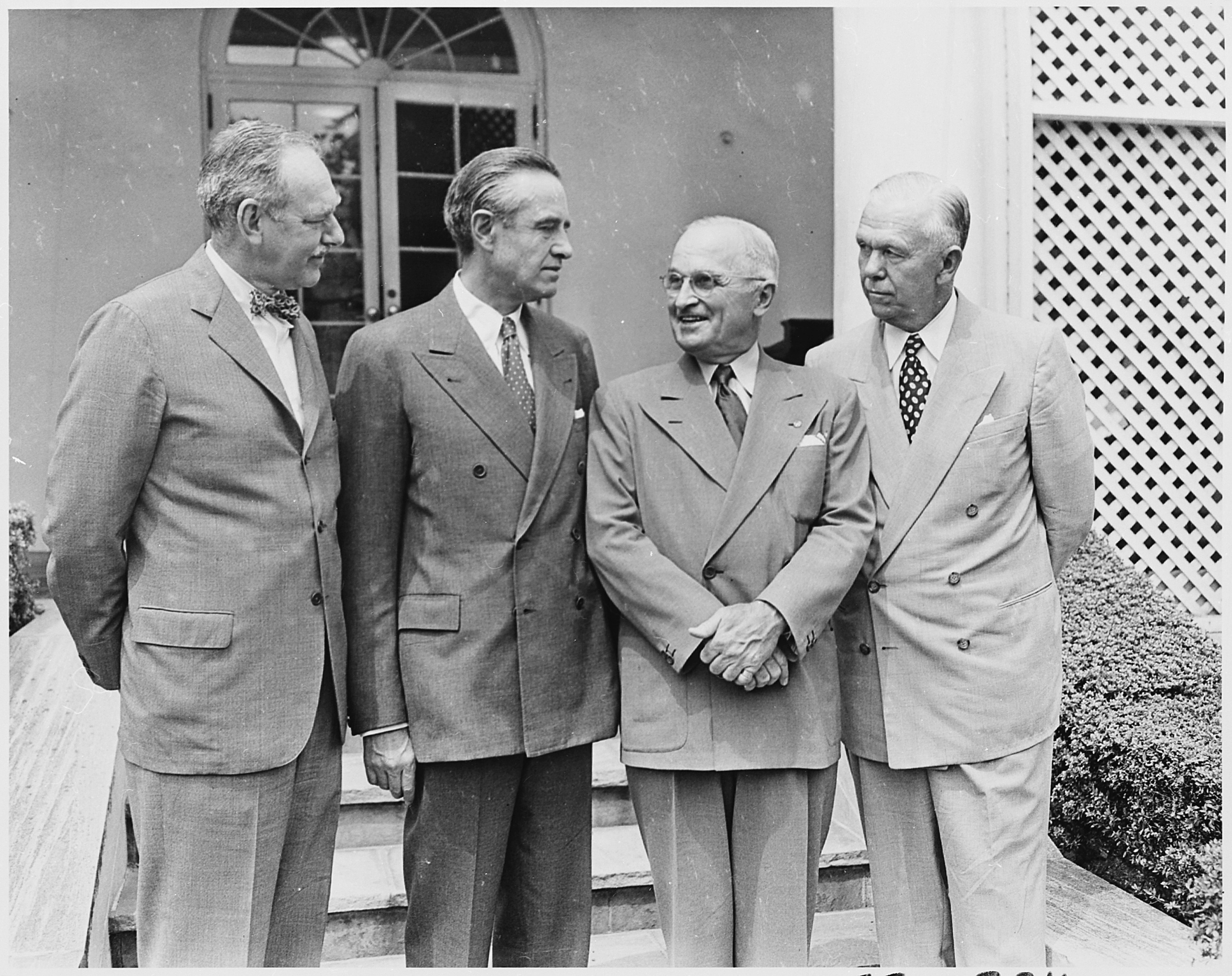
Harriman (2. v. l.) mit Außenminister Dean Acheson, Präsident Harry S. Truman und Verteidigungsminister George C. Marshall im Rosengarten des Weißen Hauses (1951)

Nach seiner Rückkehr nach Washington änderte sich allerdings Harrimans Einstellung zur Sowjetunion: Er wurde zum Verfechter der Containment-Politik. Ende April 1946 entsandte ihn der neue US-Präsident Harry S. Truman als Botschafter nach Großbritannien. Doch schon nach wenigen Monaten, im Oktober desselben Jahres, berief Truman ihn zum Handelsminister, wobei er die Stelle des Truman in Auslandsfragen kritisch gegenüberstehenden Henry A. Wallace einnahm. 
Im April 1948 bekam Harriman von Truman eine neue Aufgabe: die Koordination des European Recovery Program, besser bekannt als Marshallplan. 1950 wurde Harriman in die American Academy of Arts and Sciences gewählt. Im selben Jahr ernannte der Präsident Harriman zu seinem Special Assistant. In dieser Funktion reiste er etwa im Juli 1951 nach Teheran, um im Konflikt um die Verstaatlichung der Anglo-Persian Oil Company durch die iranische Regierung unter Mohammad Mossadegh zu vermitteln. Zudem war Harriman Vertreter der USA und Vorsitzender einer NATO-Kommission zur Studie der westlichen Verteidigungspläne. 

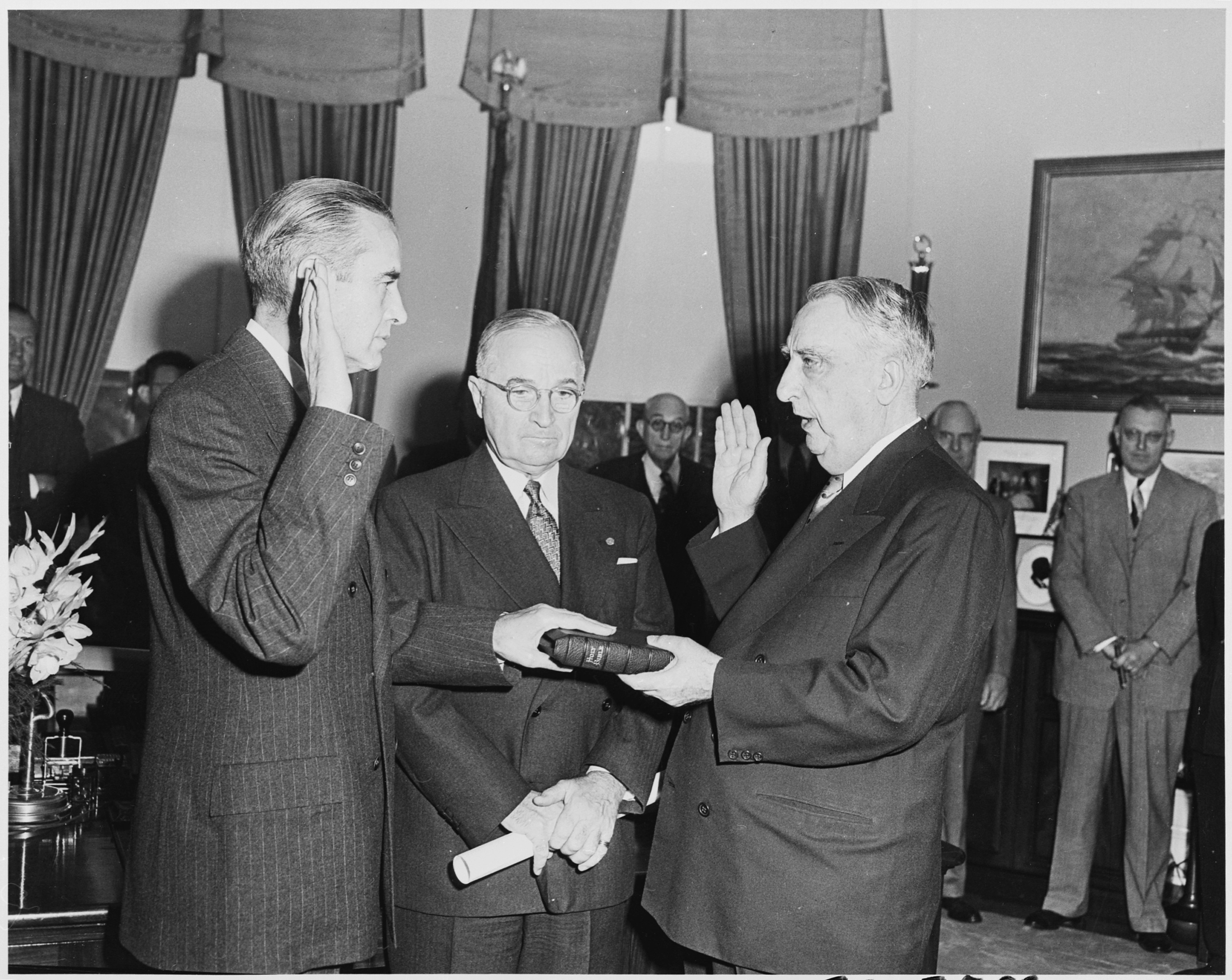
Vereidigung Harrimans als Direktor der Mutual Security Agency, mit Präsident Truman und dem Obersten Richter Fred M. Vinson

Zur Verwaltung der amerikanischen Unterstützungsgelder für Europa wurde im Oktober 1951 eine eigene Behörde geschaffen, die Mutual Security Agency (MSA), deren Direktor Harriman bis zu ihrer Auflösung 1953 war. Harriman bewarb sich in den Jahren 1952 und 1956 um die Präsidentschaftskandidatur der Demokraten, unterlag aber beide Male Adlai Stevenson, der dann wiederum die Wahlen gegen den Republikaner Dwight D. Eisenhower verlor. 
Im Rennen um die Nachfolge des Republikaners Thomas E. Dewey auf dem Gouverneursposten von New York im Jahr 1954 bezwang er den von Dewey geförderten Irving Ives. Er war ab dem 1. Januar 1955 für eine vierjährige Amtszeit Gouverneur, bis der Republikaner Nelson Rockefeller ihn 1958 besiegte. 
In der Regierung John F. Kennedys wurde er zum Ambassador at Large ernannt, eine Position, die er bis November 1961 innehatte. Später wurde er Assistant Secretary of State für Fernost-Beziehungen im Außenministerium, das seinerzeit von Dean Rusk geleitet wurde. Auf der Internationalen Konferenz zur Lösung der Laos-Frage in Genf (1961–1962) war Harriman stellvertretender Repräsentant der USA. Bis zum April 1963 leitete er die Asien-Pazifik-Abteilung des Außenministeriums, anschließend wurde er Under Secretary of State for Political Affairs (Staatssekretär für politische Angelegenheiten). Als Sonderbeauftragter des US-Präsidenten war er für das Atomteststoppabkommen zuständig, das im August 1963 in Moskau unterzeichnet wurde. 
Nach der Ermordung Kennedys führte Harriman das Amt des Under Secretary of State unter der Regierung von Präsident Lyndon B. Johnson bis März 1965 weiter, bis er erneut zum Ambassador at Large ernannt wurde und dieses Amt über die verbleibende Amtszeit von Johnson bis 1969 bekleidete. Im Jahr 1968 war Harriman zudem Vorsitzender der Kommission des Präsidenten für das internationale Jahr der Menschenrechte. Als persönlicher Vertreter des Präsidenten Johnson führte er 1968–69 Friedensgespräche mit Nordvietnam. Seine Haltung im Vietnamkrieg ist sehr umstritten, weil er die Friedensverhandlungen von Paris ablehnte. 
Harriman erhielt 1969 die Presidential Medal of Freedom (Freiheitsorden). Beim Democratic National Committee (Parteizentrale der Demokraten) stand er 1976 der Arbeitsgruppe für Außenpolitik vor. Er war auch Mitglied des Council on Foreign Relations, der American Academy of Diplomacy Charter, des Club of Rome, der Knights of Pythias und des Jupiter Island Club.